# Севастијан Дебељковић
Севастијан Дебељковић (Липљан, 1869 — 23. јануар (ј. к.)/5. фебруар 1905) био је скопски владика од 1904. до 1905.

## Биографија
Рођен је као Спаса на Спасовдан 1869. у Липљанима на Косову и Метохији. Родитељи су му били Стојко и Стамена Дебељковић (умрла 1870). Основну школу учио је у родном месту код брата Дене Дебељковића тамошњег учитеља. Богословско школу завршио је у Призрену, а Учитељску у Београду. Радио је као учитељ у Љубиџи (Љубижди), Призрену - где се оженио са Призренком, Маром Славковић, и Пећи (у старој Патријаршији). Када му је умрла вољена супруга, то га је толико ожалостило, да се сав посветио Богу.

## Богословија
Оставши рано удовац, закалуђерио се 1894. године, а током 1895. године отишао је у богословију на Халки на Мраморном мору, да студира богословне науке. Ту богословију завршио је са врло добрим успехом 1901. године. Током боравка у Халки и Цариграду написао је два богословска темата: "О прелазу (Срба и Хрвата) у хришћанство" и "О сеоби Срба под патријархом Арсенијем III Црнојевићем“. (и постанку аутокефалне српске карловачке православне цркве). По заврштеку богословских студија као јерођакон борави он у Цариграду и острвима Принкипу и Халки "заузет радом на књизи и богословској науци". Писао је чланке за српски лист "Цариградски гласник". Делфа Иванић наводи да је на Халци написао сјајну докторску дисертацију о Пећкој патријаршији.

## Владика
Након смрти владике Фирмилијана, изабран је 15. јануара 1904. године између три кандидата за скопскога митрополита. Затим је хиротонисан у Цариграду 18. јануара 1904. године у патријаршијској цркви посвећеној Св. Ђорђу. Остао је у Цариграду, у свом стану у Пери, чекајући султанову потврду. Међутим разболио се и умро од туберколозе 23. јануара 1905. године не дочекавши султанову потврду. Сахрањен је у цркви Светога Спаса у Скопљу. Иван Иванић је својој жени Делфи о његовој смрти записао да је митрополит на дан Светог Саве присуствовао служби Божјој у храму Св. Оца Николаја на Галати, прослави српске школе о Св. Сави и прослави десетогодишњици Цариградског гласника – и да се већ сутрадан тешко разболео. Одмах је био пренет на лечење у немачку болницу у Цариграду, али већ после неколико дана је умро, на рукама јеромонаха Гаврила Дожића. На самрти се наш јадни митрополит жалио на Грке, да му нису дали да оде у своје Скопље и да тамо у њему умре. Његово тело било је у немачкој болници балсамовано и из немачке болнице пренето у руску цркву Св. Тројице, где је служена литургија и одржано опело. Чинодејствовало је четири митрополита, десет свештеника и пет ђакона. Опелу су присуствовали представници руског, србијанског и црногорског посланства. После извршеног опела, свештенство српско и руско изнело је митрополитов ковчег из цркве и пренело га у жељезнички вагон па возом за Скопље. На томе путу за Скопље, митрополитов ковчег су пратили: јеромонах Гаврило Дожић, један изасланик Цариградске патријаршије, Грк јеромонах Софроније. Повод ове изненадне и преране смрти митрополита Севастијана, тада је у нашој штампи речено, да изгледа да се против нас Срба уротило све, па и небо, јер ваљда тиме треба да искајавамо наше старе тешке грехе, који нам донесоше Косовску битку и друге наше недаће, муке и невоље. Делфа је навела да је он и пре избора за митрополита био слабог здравља.